# Ботанический сад Андромеда
Ботанический сад Андромеда — сад, расположенный в километре на юг от деревни Батшеба в Барбадосе. Создан женщиной-садоводом Айрис Банночи в 1950-х годах как частный ботанический сад. Назван в честь представительницы греческой мифологии Андромеды.
Сад Андромеда является партнёром Королевского садоводческого общества Великобритании (с 2016 года). В октябре 2019 года сад получил награду «Ботаническое сокровище» от Программы биологического образования и исследований в знак признания его биологического разнообразия.

## История
Айрис Банночи основала сад в 1954 году на земле, принадлежащей её семье с 1740 года. Он был впервые открыт для публики во время мероприятия по сбору средств, организованного Садоводческим обществом Барбадоса в 1970-х годах. В 1982 году экспозиция Банночи на выставке «Chelsea Flower Show» называлась «Сады Андромеды» и была представлена самой большой коллекцией пальм. С 1988 года сад Андромеды принадлежит Национальному фонду Барбадоса, согласно завещанию Банночи. В 1990 году сад посетило 40 000 человек.
В настоящее время он сдан в аренду компании «Passiflora Ltd», предлагающей широкий спектр услуг по садоводству. Стажёры, преимущественно из Франции, проводят два месяца, работая вместе с командой опытных садоводов. Образовательная программа проводится в координации с кафедрой биологических и химических наук Вест-Индского университета. 
В пределах территории есть класс для занятий, кафетерий и сувенирный магазин, где представлены произведения местного искусства и ремесла.

## Биологическое разнообразие
Здесь произрастает более четырёхсот различных видов растений, адаптированных к различным тропическим условиям. В 2018 году сад насчитывал более 50 различных видов пальм и около 100 различных пород деревьев. В ботаническом саду Андромеда представлено более 90 семейств растений, что делает его одним из самых разнообразных садов в тропическом мире. В центре верхнего сада находится дерево баньян.

## События
В 1971 году королева Дании Ингрид посетила сад.

## Галерея

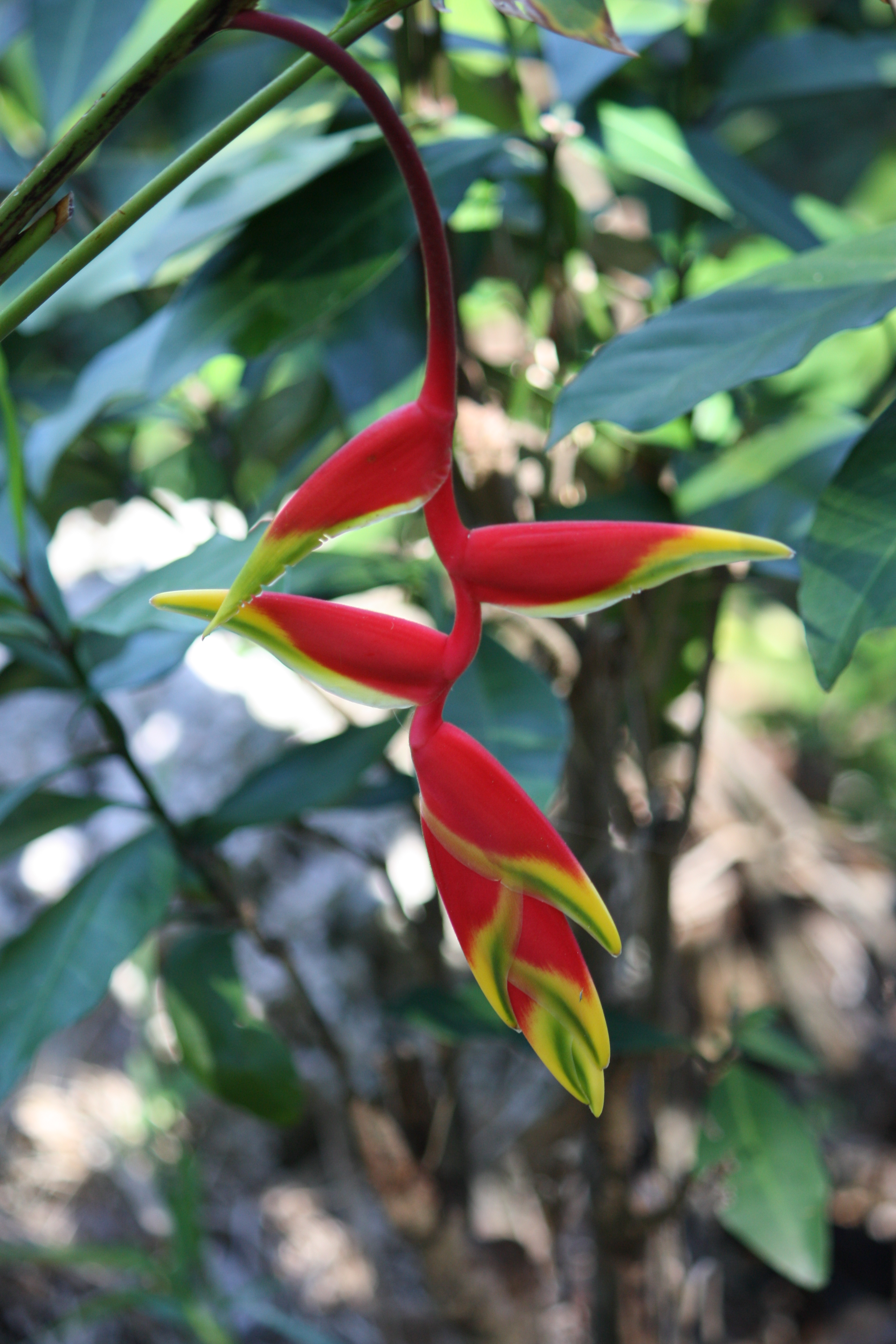
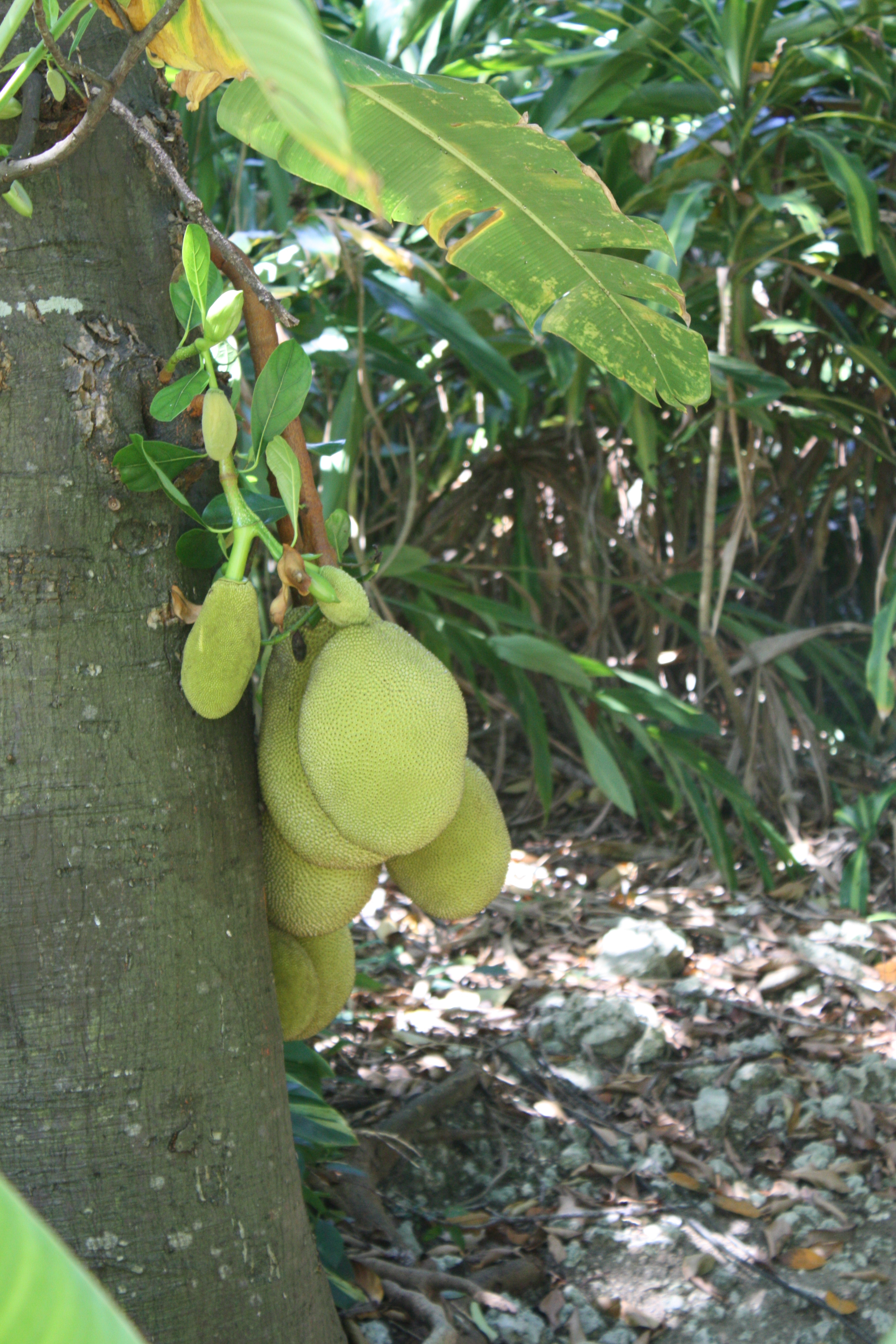
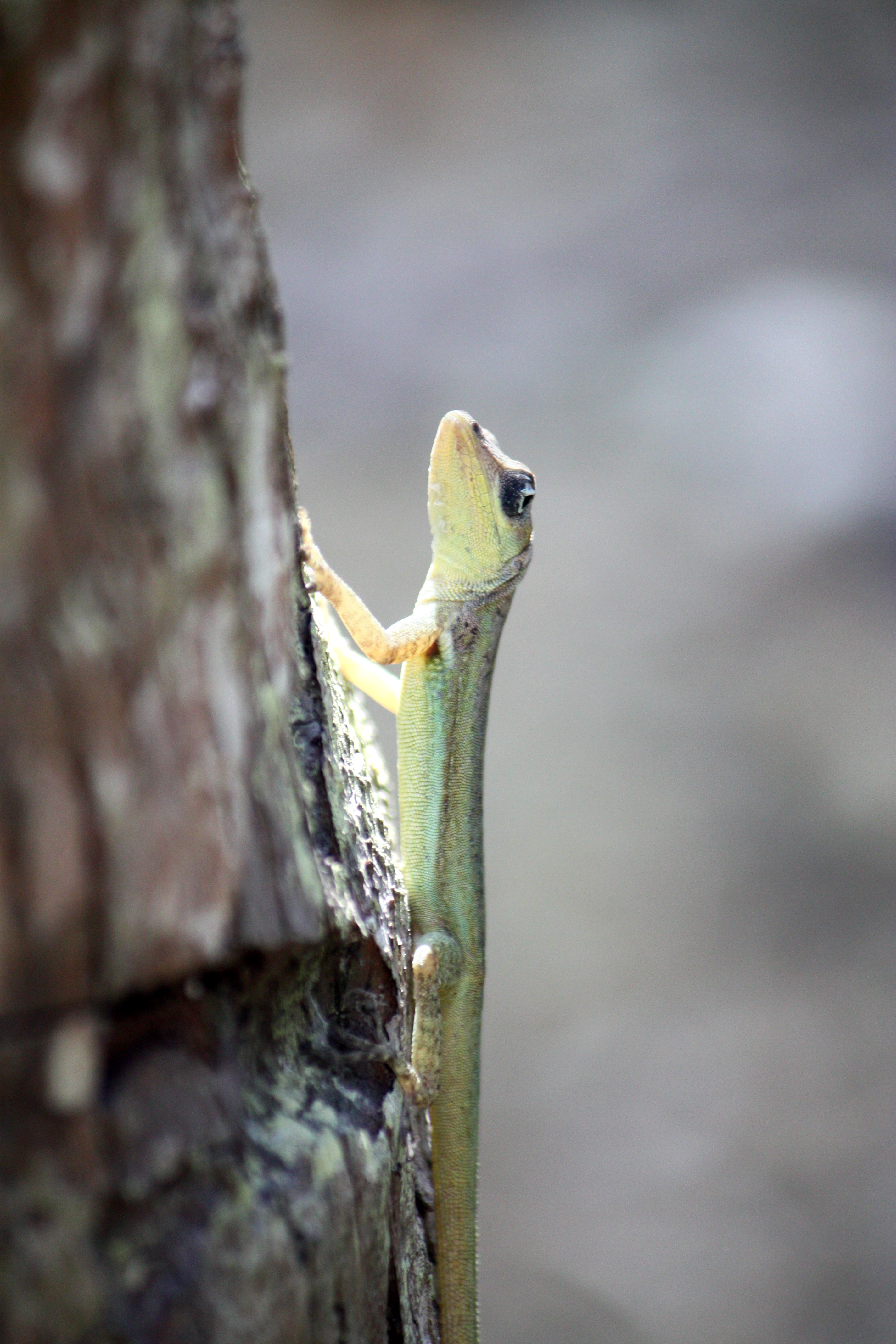
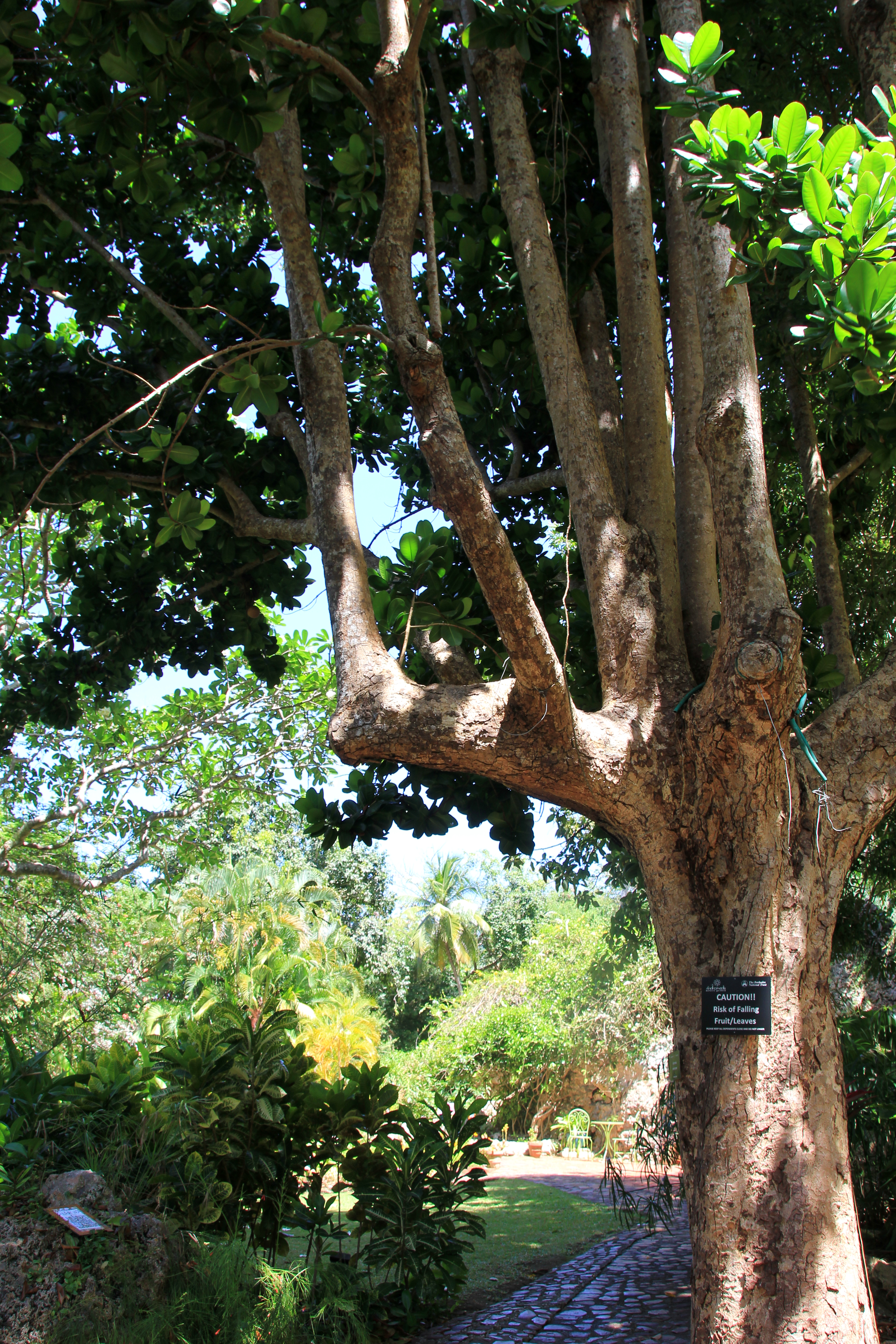
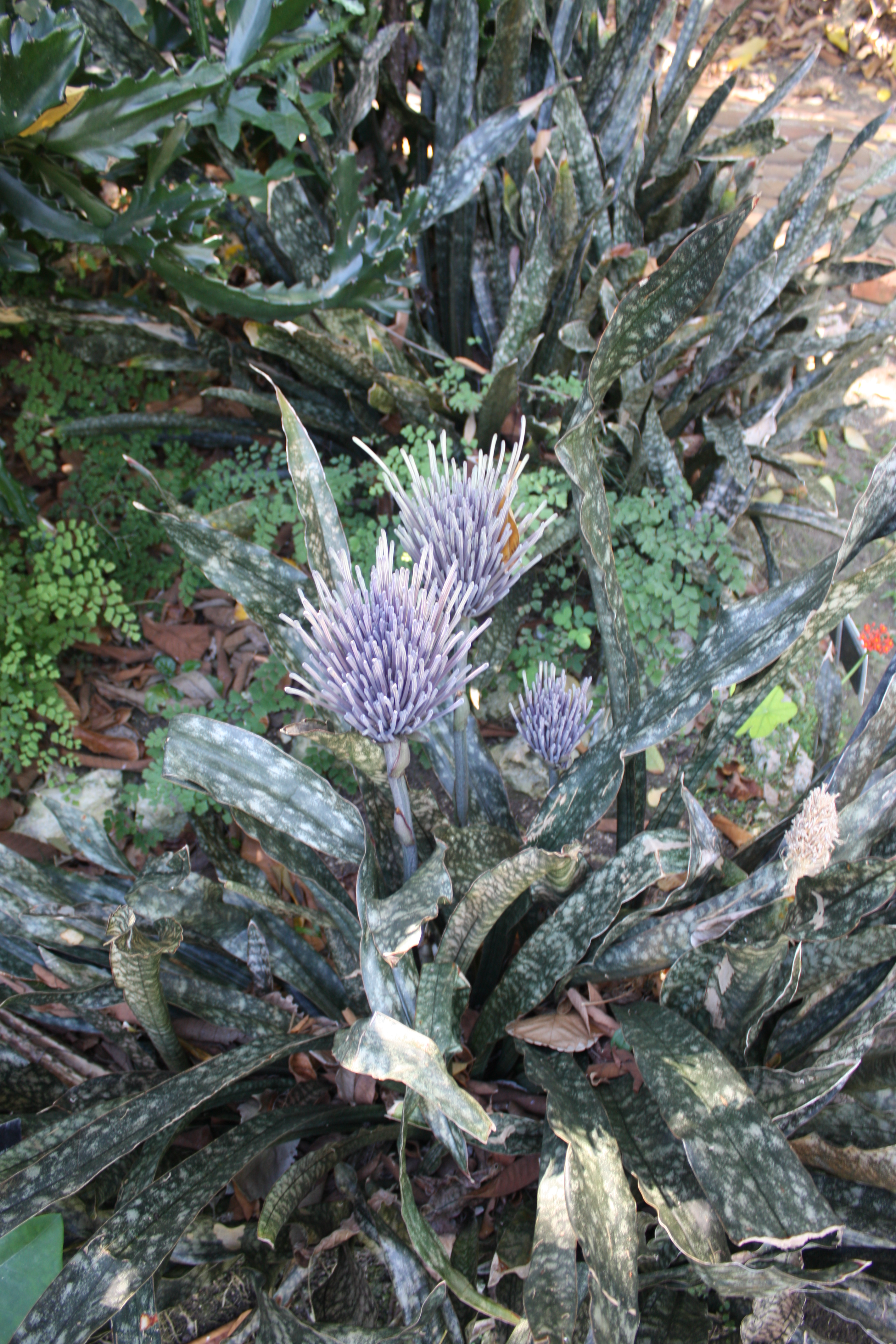